# 소셜 네트워크 게임
소셜 네트워크 게임(Social Network Game) 또는 소셜 게임(Social Game)은 페이스북, 마이스페이스, 믹시, 싸이월드, 미투데이 등의 소셜 네트워크 서비스 플랫폼을 기반으로, 사용자의 온라인 인맥과 유대관계를 증진하기 위해 사용자참여 및 관계맺기를 극대화한 새로운 형태의 사회적 인맥 기반의 게임이다. 게임 자체가 목적인 일반 온라인 게임과는 달리, 손쉬운 인터페이스를 통해 모든 연령층의 사용자를 대상으로 해당 SNS네트워크 내 사용자 간 친밀감과 동질성을 증대시키는 것이 특징이다 그러하다.

## 출시된 게임 목록
- 갓워즈
- 수호지
- 레알팜
- 클래시 오브 클랜
- Agar.io
- 네뷸러스
- Diep.io